# 史氏夢角鮟鱇
史氏夢角鮟鱇，為輻鰭魚綱鮟鱇目棘茄魚亞目夢角鮟鱇科的其中一種。分布於印度西太平洋的印尼海域，屬深海魚類，棲息深度約水深2500公尺，背鰭軟條5至6；臀鰭軟條4枚，體長可達9.2公分。

## 扩展阅读
維基物種上的相關：史氏夢角鮟鱇